# Аксай (Теректинский район)
Аксай (каз. Ақсай) — упразднённое село в Теректинском районе Западно-Казахстанской области Казахстана. Входило в состав Долинского сельского округа. Ликвидировано в 2011 г. Код КАТО — 276245102.

## Население
В 1999 году население села составляло 163 человека (82 мужчины и 81 женщина). По данным переписи 2009 года, в селе проживало двое мужчин.